# دریک لوئیس
دریک لوئیس (انگلیسی: Derrick Lewis؛ زادهٔ ۷ فوریهٔ ۱۹۸۵) ورزشکار هنرهای رزمی ترکیبی اهل ایالات متحده آمریکا است.
او در حال حاضر در بخش سنگین وزن مسابقات سازمان یواف‌سی رقابت می‌کند، جایی که رکورد بیشترین تعداد پیروزی در بخش سنگین وزن و بیشترین تعداد ناک اوت در تاریخ یواف‌سی (۱۶ بار) را در اختیار دارد. لوئیس که از سال ۲۰۱۰ به عنوان یک مبارز حرفه‌ای فعالیت می‌کند، همچنین در سازمان‌های بلاتور و لگسی نیز رقابت کرده است، جایی که در آن قهرمان سنگین وزن شد. در تاریخ ۲۴ ژوئن ۲۰۲۵، او در رتبه نهم رده‌بندی سنگین وزن یواف‌سی قرار دارد.